# Lurgan

Lurgan é uma cidade da Irlanda do Norte, localizada no Condado de Armagh, província de Ulster. 
Situada a 29 km ao sudoeste de Belfast, Lurgan possui um população de 23000 habitantes, de acordo com o censo de 2001.
Lurgan encontra-se nas proximidades do Lago Neagh, o maior lago das Ilhas Britânicas.